# 등색
등색(橙色, amber)은 난색의 하나이다. 과일인 쓴귤의 열매로부터 바꾼다. 빨강과 황색의 중간색. 닮은 색인 오렌지색과는 구별되는 경우도 있지만, JIS 관용색명에서 규정되고 있는 등색과 오렌지색은 같은 먼셀 색 체계를 나타낸다.
다음과 같은 색이다.
|  |  |

오른쪽은 JIS에서 정해진 맨 셀치에 근거해 재현된 색견본이다.

또, 적등(赤橙)이라는 색도 있다.
|  |

## 등색에 관한 사항
- 저녁놀, 아침 놀의 색.
- 유사색 오렌지색은 J리그 시미즈 에스펄스나 프로야구 요미우리 자이언츠의 팀의 특성.
- 주오 쾌속선·오메 선·이쓰카이치 선·무사시노 선이나, 오사카 순환선 등 노선의 라인 컬러이다.(정칭: 주홍색 1호)
- 철도 관련에서는 황칸색도 근사색.
- 오렌지 리본 운동

## 등색인 것

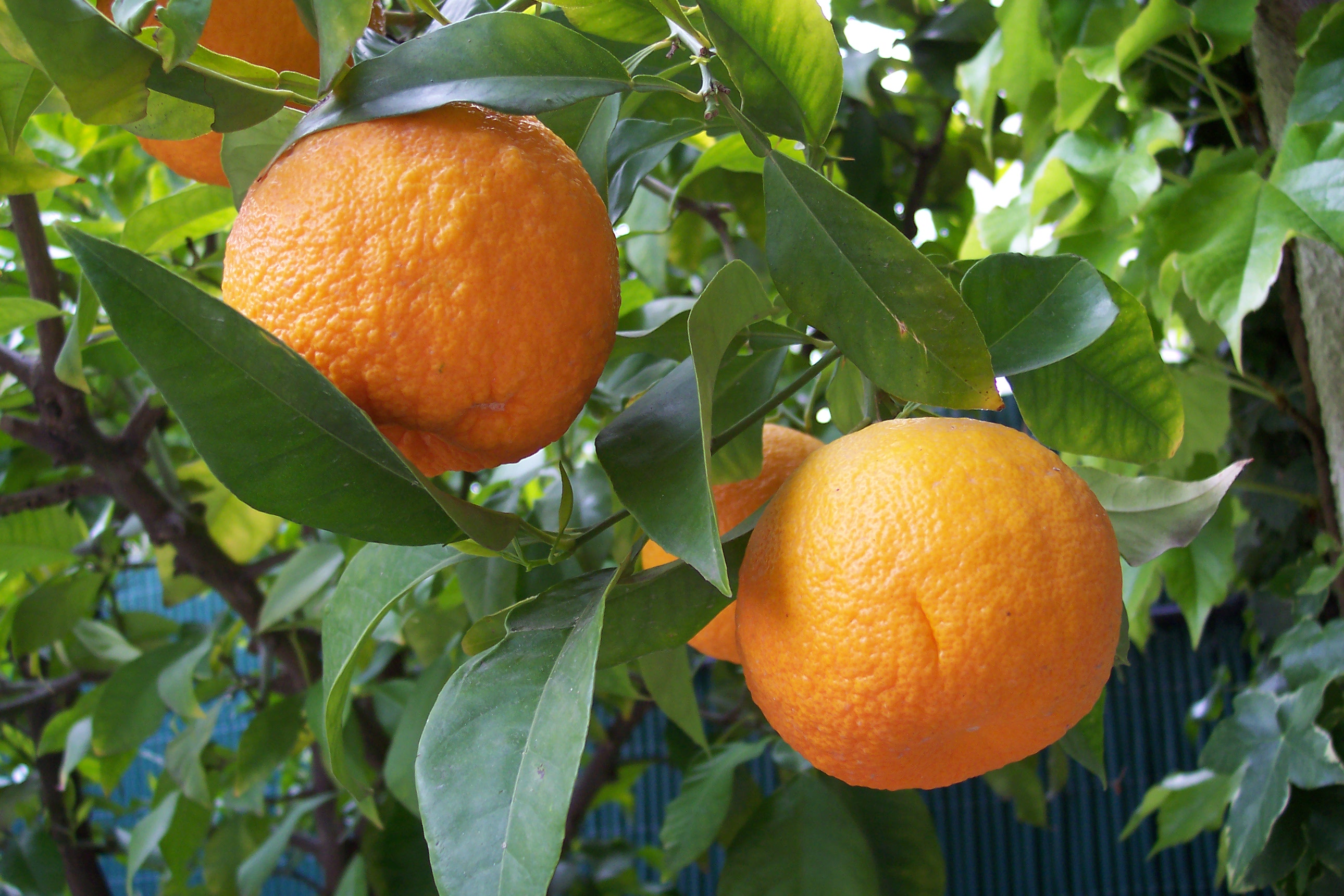
쓴귤
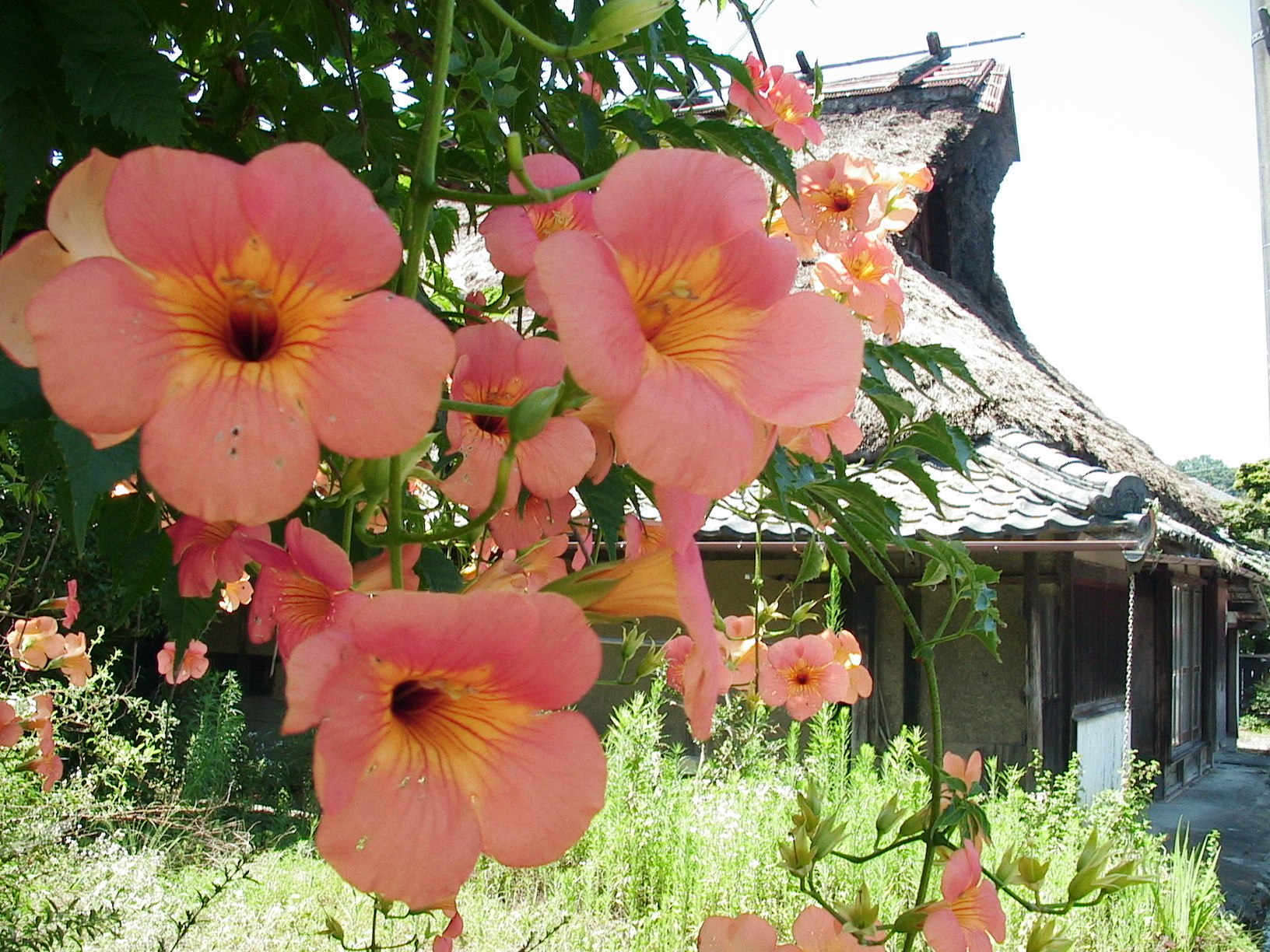
능소화
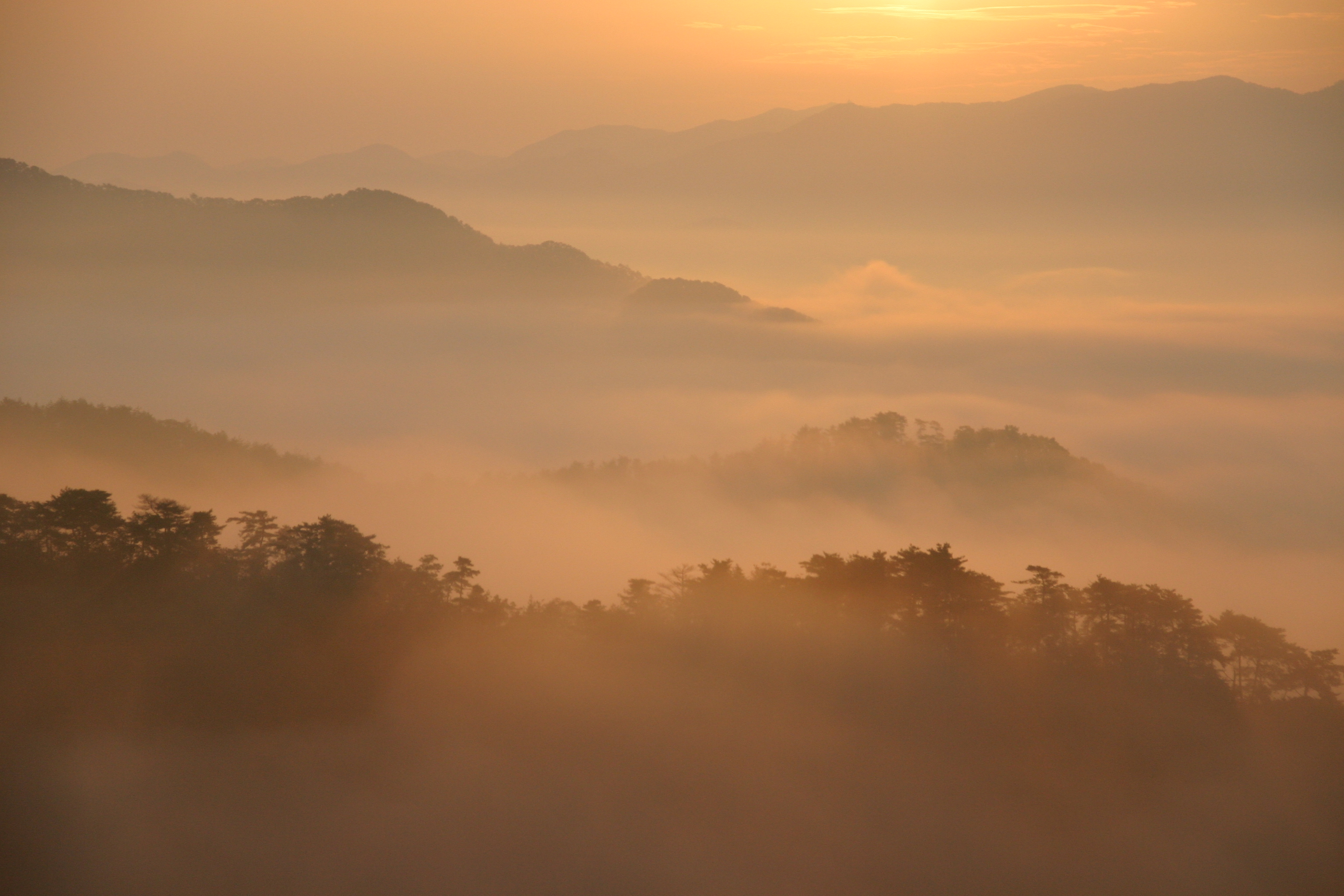
아침 놀의 운해
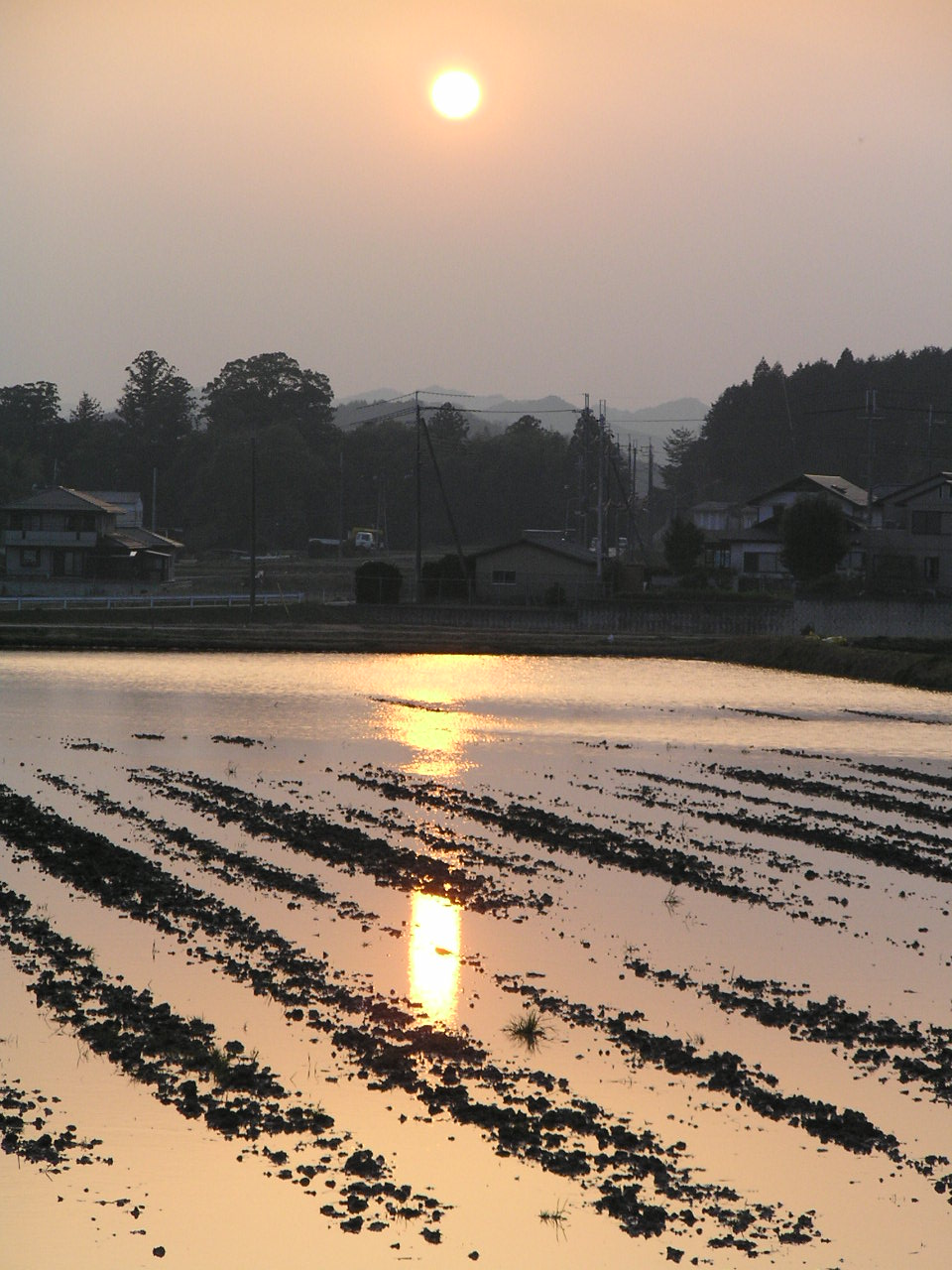
석양(황혼의 논)

## 근사색
- 빨강
- 주홍색
- 암적색
- 노랑
- 갈색
- 오렌지색
- 적황색
- 호박색
- 산취색

## 같이 보기
- 색
- 색 목록